# Warwick Taylor

a Compétitions nationales et continentales officielles uniquement.

b Matchs officiels uniquement.
Warwick Thomas Taylor, né le 11 mars 1960 à Hamilton, est un joueur international néo-zélandais de rugby à XV, ayant évolué au poste de trois-quarts centre.
Sélectionné à 24 reprises de 1983 à 1988 pour 4 essais, il est champion du monde en 1987.

## Carrière
Il a joué pour la province de Otago en 1980-1981, puis pour Canterbury à partir de 1982.
Il a fait ses débuts avec les Blacks en juin 1983 à l’occasion d’un match contre les Lions britanniques.
Taylor a remporté la coupe du monde 1987 (cinq matchs joués, dont la finale contre la France).
Joueur fin et offensif, il a amené de la fluidité et de la vitesse d’exécution dans le jeu des lignes arrière Blacks quand celui-ci en manquait quelque peu. Titulaire lors de la Coupe du monde 87, durant laquelle il formait un duo idéalement complémentaire avec Joe Stanley, il ne « survivra » cependant pas à l’arrivée chez les Blacks de John Schuster la saison suivante.
Il a disputé son dernier test match contre le Pays de Galles le 11 juin 1988.

## Palmarès
- Vainqueur de la Coupe du monde 1987

## Statistiques

### En équipe nationale
De 1983 à 1988, Warwick Taylor compte 24 sélections avec les All-Blacks, inscrivant 20 points. Avec les Kiwis, il dispute une Coupe du monde en 1987.